# Emisora móvil

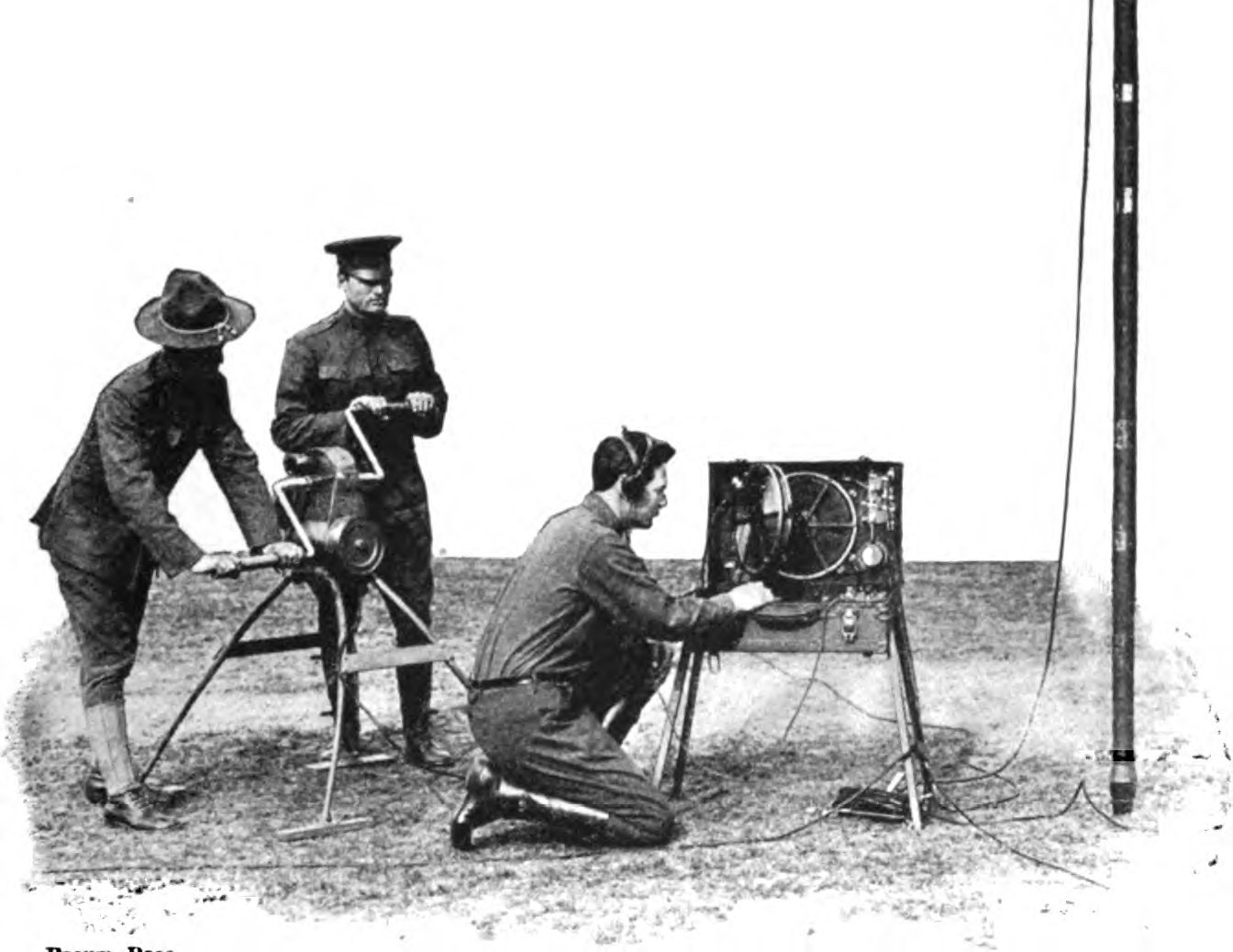
La guardia nacional estadounidense operando una emisora móvil de campaña en 1922.

El término emisora móvil, transceptor móvil o radio móvil se refiere a sistemas y dispositivos de comunicaciones inalámbricas que se basan en frecuencias de radio, y donde el camino de las comunicaciones se puede mover en cualquier entorno. Hay una variedad de puntos de vista sobre lo que constituye un equipo transmisor móvil. Para propósitos de licencia en los Estados Unidos, las emisoras móviles se suelen referir a transmisores portátiles instalados en vehículos o no (véase fotografía). Un término obsoleto sería el término radiophone usado antiguamente.
Un vendedor o un taller de reparación de emisoras entenderá que la palabra emisora móvil significa: un transmisor-receptor (transceptor) utilizado para comunicaciones desde un vehículo. Las emisoras móviles se montan en un vehículo de motor generalmente con el micrófono y el panel de control al alcance del conductor. En los EE. UU., este dispositivo normalmente funciona con el sistema eléctrico principal de 12 voltios del vehículo.
Algunas emisoras móviles se montan en aeronaves (emisora aeronáutica), a bordo de un barco (emisora marítima), también en motocicletas o en locomotoras ferroviarias. La alimentación puede variar con cada plataforma. Por ejemplo, una emisora móvil instalada en una locomotora funcionaría con alimentación de CC de 72 o 30 voltios. En cambio,un barco grande con corriente alterna a bordo podría tener una estación base estándar de sobremesa de corriente alterna montada en el puente del barco.

## Emisora bidireccional vs. radioteléfono
La distinción entre emisora bidireccional y radioteléfono se ha difuminado poco a poco, en la medida que las dos tecnologías se han ido fusionando. La red troncal o la infraestructura que soporta el sistema define qué categoría o taxonomía se aplica en cada caso..La convergencia de la informática con los teléfonos guarda un paralelismo con lo ocurrido en este caso. ..
La emisora bidireccional es principalmente una herramienta de despacho destinada a comunicarse en modos simple o semidúplex utilizando push-to-talk, y principalmente para comunicarse con otras emisoras en lugar de teléfonos. Estos sistemas se ejecutan en una infraestructura basada en push-to-talk como Nextel's iDEN , Specialized Mobile Radio (SMR), MPT-1327 , Enhanced Specialized Mobile Radio (ESMR) o sistemas convencionales de dos vías. Ciertos sistemas modernos de emisora bidireccional pueden tener capacidad de teléfono dúplex completo.
Un radioteléfono emplea el sistema full dúplex (conversación y escucha simultáneas), con circuitos conmutados (FDMA, TDMA, etc..) y se comunica principalmente con teléfonos conectados a la red telefónica pública conmutada. La conexión se configura según los códigos.marcados por parte del usuario. L a línea se desconecta cuando se presiona el botón de finalización. Tienen lugar en una infraestructura basada en telefonía como AMPS o GSM.

## Historia

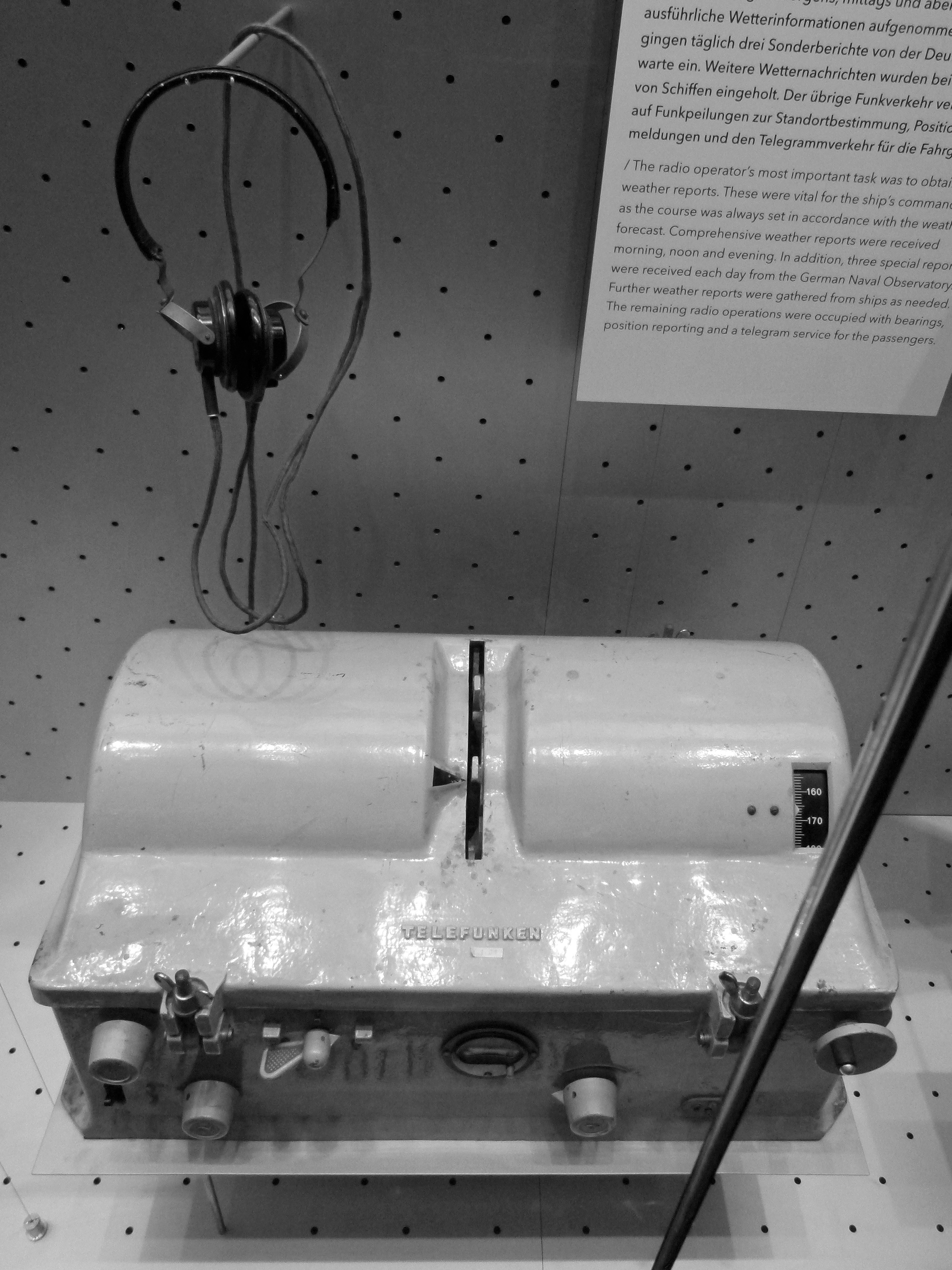
Emisora móvil embarcada a bordo del Zeppelin.

Los primeros usuarios del equipo de emisora móvil pertenecían al entorno público como el transporte y el gobierno. Estos sistemas usaban transmisión unidireccional en lugar de conversaciones bidireccionales. Los ferrocarriles usaban comunicaciones de rango de frecuencia media ( MF ) (similar a la banda de transmisión de AM) para mejorar la seguridad. En lugar de salir de la cabina de una locomotora y tomar órdenes del tren mientras pasaba por una estación, se hicieron posibles las comunicaciones de voz con trenes circulantes. Las emisoras unían el furgón de cola con la cabina de la locomotora. Los primeros sistemas de emisora de la policía inicialmente utilizaban frecuencias MF por encima de la banda de AM (1,7 MHz ). Algunos de los primeros sistemas (llamados de banda cruzada).contestaban al emisor en un enlace de 30-50 MHz.
Las primeras emisoras móviles usaban modulación de amplitud (AM) para transmitir inteligencia a través del canal de comunicaciones. Con el tiempo, los problemas con las fuentes de ruido eléctrico mostraron que la modulación de frecuencia (FM) era superior por su capacidad para hacer frente al encendido del vehículo y al ruido de la línea de alimentación. El rango de frecuencias utilizado por la mayoría de los sistemas de emisora tempranos, de 25 a 50 MHz (vhf "low band") es particularmente susceptible al problema del ruido eléctrico. Esto además de la necesidad de más canales condujo a la eventual expansión de las comunicaciones de emisora bidireccionales en la "banda alta" VHF (150 a 174 MHz) y UHF (450 a 470 MHz). La banda UHF se ha expandido nuevamente.
Uno de los mayores desafíos en la tecnología de emisora móvil temprana fue el de convertir el suministro de energía de seis o doce voltios del vehículo al alto voltaje necesario para operar los tubos de vacío en la radio. Las primeras emisoras de tipo tubo usaban dinamómetros, esencialmente un motor de seis o doce voltios que convertía un generador para proporcionar los altos voltajes requeridos por los tubos de vacío. Algunas de las primeras emisoras móviles tenían el tamaño de una maleta o tenían cajas separadas para el transmisor y el receptor. Con el paso del tiempo, la tecnología de la fuente de alimentación evolucionó para utilizar primeros vibradores electromecánicos, luego fuentes de alimentación de estado sólido para proporcionar alta tensión para los tubos de vacío. Estos circuitos, llamados " inversores ", cambiaron la corriente continua (CC) de 6 V o 12 V a la corriente alterna (CA) que podría pasar a través de un transformador para generar alta tensión. La fuente de alimentación luego rectificó este alto voltaje para hacer que la alta tensión CC requerida para los tubos de vacío (llamadas válvulas en inglés británico). Las fuentes de alimentación necesarias para alimentar las emisoras de tubos de vacío dieron como resultado un rasgo común de las emisoras móviles de tipo tubo: su gran peso debido a los transformadores de núcleo de hierro en las fuentes de alimentación. Estas fuentes de alimentación de alto voltaje eran ineficientes y los filamentos de los tubos de vacío se agregaban a las demandas actuales, lo que gravaba los sistemas eléctricos de los vehículos. Algunas veces, se necesitaba una actualización de generador o alternador para soportar la corriente requerida para una emisora móvil de tipo tubo.
Ejemplos de emisoras móviles tipo tubo de los años 1950 a 1960 sin transistores:
- Motorola FMTRU-140D (con dynamotor)
- Motorola Twin-V, llamado así por su fuente de alimentación "universal" de 6 o 12 voltios
- General Electric Progress Line (modelos anteriores sin fuente de alimentación "T-Power")
- Kaar Engineering Model 501

Los equipos de diferentes fabricantes estadounidenses tenían características similares. Esto fue en parte dictado por las regulaciones de la Comisión Federal de Comunicaciones (FCC). El requisito de que personas no autorizadas tengan prohibido el uso del transmisor de emisora significaba que muchas emisoras estaban cableadas, por lo que no podían transmitir a menos que el vehículo estuviera encendido. Las personas que no tienen una llave del vehículo no pueden transmitir. El equipo tenía que ser "aceptado" o técnicamente aprobado por la FCC antes de que pudiera ofrecerse para la venta. Para ser aceptado, el equipo de emisora tenía que estar equipado con un indicador luminoso, generalmente verde o amarillo, que mostraba que se había aplicado potencia y que la emisora estaba lista para transmitir. Las emisoras también debían tener una lámpara (generalmente roja) que indicaba cuándo estaba encendido el transmisor. Estos rasgos continúan en el diseño de emisoras modernas.

Las primeras emisoras de tipo tubo funcionaban en un espaciado de canal de 50 kHz con una desviación de modulación de más o menos quince kilohercios. Esto significaba que la cantidad de canales de emisora que podían acomodarse en el espectro de radiofrecuencia disponible se limitaba a un cierto número, dictado por el ancho de banda de la señal en cada canal.

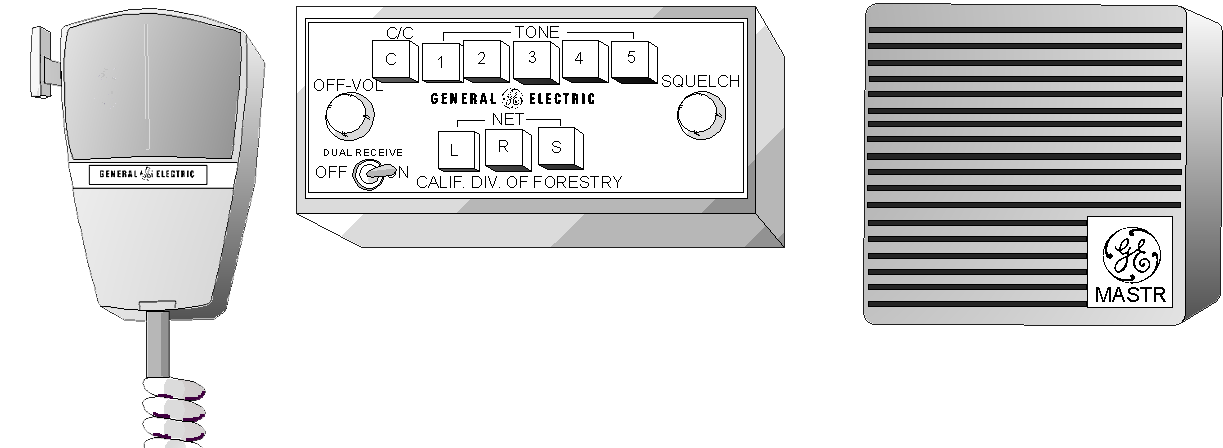
A principios de la década de 1970, el requisito del Departamento Forestal de California para transmisión de 6 frecuencias, recepción y escaneo de 3 frecuencias y un codificador de ráfagas de 5 tonos era inusual, lo que llevó a esta emisora móvil personalizada.

El equipo de estado sólido llegó en la década de 1960, con un circuito más eficiente y un tamaño más pequeño. El espaciado entre canales se redujo a 20-30 kHz con una desviación de modulación que baja a más o menos cinco kilohertz. Esto se hizo para permitir una mayor disponibilidad de espectro de emisora para acomodar al grupo nacional de usuarios de emisora bidireccional de rápido crecimiento. A mediados de la década de 1970, los amplificadores de potencia del transmisor de tipo tubo habían sido reemplazados por transistores de alta potencia. Desde la década de 1960 hasta la década de 1980, los usuarios de sistemas grandes con requisitos especializados a menudo tenían emisoras personalizadas diseñadas para sus sistemas únicos. Los sistemas con múltiples codificadores de tonos CTCSS y más de dos canales eran inusuales. Los fabricantes de emisoras móviles construyeron equipos personalizados para grandes flotas de emisora como el Departamento Forestal de California  y la Patrulla de Carretera de California.
Ejemplos de EE. UU. de emisoras móviles híbridas parcialmente de estado sólido  :
- Motorola Motrac
- Motorola MJ IMTS Car Telephone (1963)
- General Electric Transistorized Progress Line
- General Electric MASTR Professional and MASTR Executive
- RCA Super Carfone

## Equipos modernos
El diseño personalizado para un cliente en particular es una cosa del pasado. El equipo de emisora móvil moderno es "rico en características". Una emisora móvil puede tener 100 canales o más, estar controlada por microprocesador y tener opciones incorporadas, como la ID de la unidad. Por lo general, se requiere una computadora y software para programar las funciones y los canales de la emisora móvil. Los menús de opciones pueden tener varios niveles de profundidad y ofrecer una variedad complicada de posibilidades. Algunas emisoras móviles tienen pantallas alfanuméricas que traducen los números de los canales (F1, F2) a una frase más significativa para el usuario, como "Providence Base", "Boston Base", etc. Las emisoras ahora están diseñadas con una infinidad de características para evitar la necesidad de un diseño personalizado.
Ejemplos de emisoras móviles controladas por microprocesador de EE. UU.:
- Motorola Astro Digital Spectra W9
- Kenwood TK-690

Como el uso del equipo de emisoras móviles prácticamente ha explotado, el espaciamiento de los canales ha tenido que reducirse nuevamente a 12.5-15 kHz con una desviación de modulación que baja a más o menos 2.5 kilohercios. Con el fin de encajar en vehículos más pequeños y económicos, las emisoras de hoy en día tienen una tendencia hacia tamaños radicalmente más pequeños que sus antecesores de tipo tubo.

## Detalles
Las emisoras móviles comerciales y profesionales a menudo se compran a un proveedor o distribuidor de equipo cuyo personal instalará el equipo en los vehículos del usuario. Los usuarios de grandes flotas pueden comprar emisoras directamente de un fabricante de equipos e incluso pueden emplear su propio personal técnico para la instalación y el mantenimiento.
Una emisora móvil moderna consiste en un transceptor de radio, ubicado en una sola caja, y un micrófono con un botón de pulsar para hablar. Cada instalación también tendría una antena montada en el vehículo conectada al transceptor por medio de un cable coaxial. Algunos modelos pueden tener un altavoz externo e independiente que se puede colocar y orientar de cara al conductor para superar el ruido ambiental presente al conducir. El instalador tendría que ubicar este equipo de una manera que no interfiera con el techo solar del vehículo, el sistema electrónico de administración del motor, la computadora de estabilidad del vehículo o las bolsas de aire.
Las emisoras móviles instaladas en motocicletas están sujetas a vibraciones y condiciones climáticas extremas. El equipo profesional diseñado para su uso en motocicletas es resistente a la intemperie y a las vibraciones. Los sistemas de montaje de choque se usan para reducir la exposición de la emisora a la vibración impartida por la vibración modal o resonante de la motocicleta.
Algunas emisoras móviles usan micrófonos o auriculares con cancelación de ruido. A velocidades de más de 100 MPH, el ruido ambiental de la carretera y el viento puede dificultar la comprensión de las comunicaciones por radio. Por ejemplo, las emisoras móviles de la Patrulla de Caminos de California tienen micrófonos con anulación de ruido que reducen el ruido de la carretera y de la sirena que escucha el despachador. La mayoría de los camiones de bomberos y emisoras en equipos pesados ??usan auriculares con cancelación de ruido. Estos protegen la audición del ocupante y reducen el ruido de fondo en el audio transmitido. Los micrófonos con cancelación de ruido requieren que el operador hable directamente en la parte frontal del micrófono. Las matrices de agujeros en la parte posterior del micrófono detectan el ruido ambiental. Esto se aplica, fuera de fase, a la parte posterior del micrófono, reduciendo o cancelando efectivamente cualquier sonido que esté presente tanto en la parte frontal como posterior del micrófono. Lo ideal es que solo la voz presente en el lado frontal del micrófono salga al aire.
Muchas emisoras están equipadas con temporizadores de tiempo de espera del transmisor que limitan la duración de una transmisión. Una perdición de sistemas push-to-talk es el micrófono atascado: un emisora bloqueado en la transmisión que interrumpe las comunicaciones en un sistema de emisora bidireccional. Un ejemplo de este problema ocurrió en un automóvil con una instalación oculta de emisora bidireccional donde el micrófono y el cable en espiral estaban ocultos dentro de la guantera. Un operador arrojó el micrófono a la guantera y lo cerró, lo que provocó que se presionara el botón de pulsar para hablar y se encendiera el transmisor. En los sistemas de taxis, un conductor puede sentirse molesto cuando un despachador le asigna una llamada a otro conductor y puede mantener presionado deliberadamente el botón de transmisión (por lo que el propietario puede ser multado por la FCC). Las emisoras con temporizadores de tiempo de espera se transmiten durante la cantidad de tiempo preestablecida, generalmente de 30 a 60 segundos, después de lo cual el transmisor se apaga automáticamente y sale un tono fuerte del altavoz de la radio. El nivel de volumen del tono en algunas emisoras es alto y no se puede ajustar. Tan pronto como se suelta el botón de pulsar para hablar, el tono se detiene y el temporizador se reinicia.
El equipo de emisora móvil se fabrica según especificaciones desarrolladas por la Asociación de Industrias Electrónicas / Asociación de la Industria de Telecomunicaciones (EIA / TIA). Estas especificaciones se han desarrollado para ayudar a asegurar al usuario que el equipo de emisora móvil funciona como se espera y para evitar la venta y distribución de equipos de calidad inferior que podrían degradar las comunicaciones.

## Antena

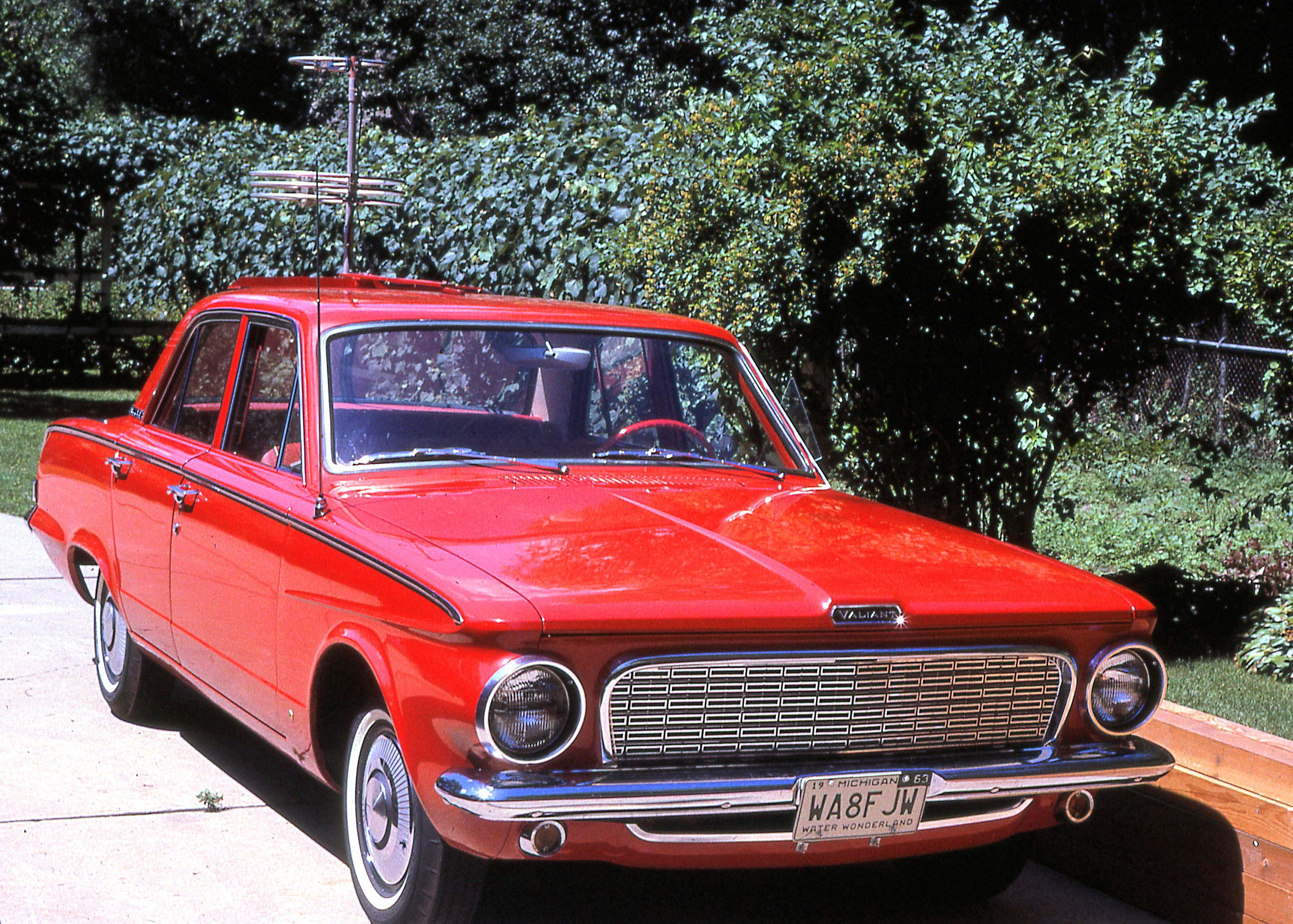
Emisora móvil de WA8FJW (de radioaficionado Harry Garland) con antenas halo montadas en el techo del coche para la comunicación en la banda de 2m y en la banda de 6m.

Una emisora móvil debe tener una antena asociada. Las antenas más comunes son cables de acero inoxidable o látigos de varilla que sobresalen verticalmente del vehículo. La física define la longitud de la antena: la longitud se relaciona con la frecuencia y el usuario final no puede alargarla o acortarla arbitrariamente (más probablemente). La antena estándar de "cuarto de onda" en el rango de 25-50 MHz puede tener más de nueve pies de largo. Una antena de 900 MHz puede tener tres pulgadas de largo por un cuarto de longitud de onda. Un autobús de tránsito puede tener una antena reforzada, que se parece a una hoja o aleta de plástico blanco, en su techo. Algunos vehículos con instalaciones de emisora ocultas tienen antenas diseñadas para parecerse a la antena AM / FM original, un espejo retrovisor, o pueden instalarse dentro de ventanas u ocultarse en la bandeja del piso o la parte inferior de un vehículo. Las antenas de las aeronaves se ven como cuchillas o aletas, el tamaño y la forma están determinados por las frecuencias utilizadas. Las antenas de microondas pueden parecer paneles planos en la piel de la aeronave. Las instalaciones temporales pueden tener antenas que se adhieren a las piezas del vehículo o se unen a las partes del cuerpo de acero mediante un imán fuerte.
Aunque inicialmente los componentes del sistema de emisoras móviles son relativamente baratos, las antenas frecuentemente dañadas pueden ser costosas de reemplazar, ya que generalmente no están incluidas en los contratos de mantenimiento para flotas de emisora móvil. Algunos tipos de vehículos en uso las 24 horas, con suspensiones rígidas, alturas altas o vibraciones lentas del motor diesel pueden dañar las antenas rápidamente. La ubicación y el tipo de antena pueden afectar drásticamente el rendimiento del sistema. Las flotas grandes generalmente prueban algunos vehículos antes de comprometerse con una determinada ubicación o tipo de antena.
Las pautas de la Administración de Seguridad y Salud Ocupacional de EE. UU. Para energía de emisora no ionizante generalmente dicen que la antena de emisora debe estar a dos pies de los ocupantes de cualquier vehículo. (Lea las pautas de OSHA antes de intentar instalar una antena). Esta regla empírica tiene como objetivo que los pasajeros estén expuestos a niveles seguros de energía de radiofrecuencia en caso de que la emisora transmita.

## Emisoras con control-dual

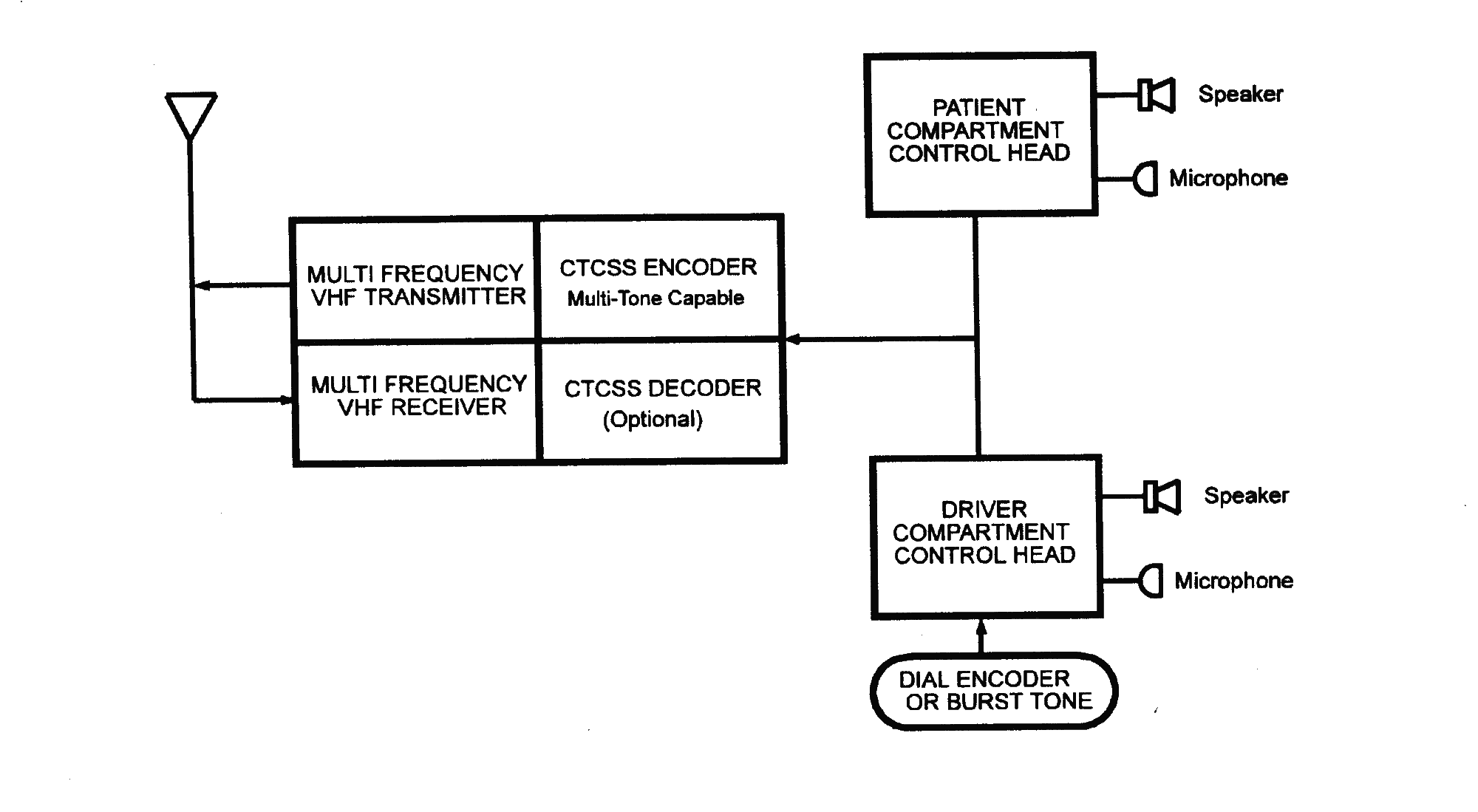
Una emisora móvil en una ambulancia de EE. UU. A menudo tiene dos juegos de controles: uno en el área del paciente y otro cerca del conductor.

Los servicios que dependen del envío, como los coches de remolque o las ambulancias , pueden tener varias emisoras en cada vehículo. Por ejemplo, los vehículos de remolque pueden tener una emisora para las comunicaciones de la compañía de remolque y una segunda para las comunicaciones del servicio de emergencia en carretera. Las ambulancias pueden tener un acuerdo similar con una emisora para el despacho de servicios médicos de emergencia del gobierno y una para el despacho de la compañía.

### Controles o micrófonos múltiples
Las ambulancias de EE. UU. a menudo tienen emisoras con controles duales y micrófonos duales que permiten que la emisora se use desde el área de atención al paciente en la parte trasera o desde la cabina del vehículo.

### Emisoras de datos
Tanto los vehículos de remolque como las ambulancias pueden tener una emisora adicional que transmite y recibe para soportar un terminal de datos móviles . Una emisora terminal de datos permite que las comunicaciones de datos se realicen a través de la emisora separada. De la misma manera que una máquina de fax tiene una línea telefónica separada, esto significa que la comunicación de datos y de voz puede tener lugar simultáneamente a través de una emisora separada. Los sistemas de emisora Early Federal Express (FedEx) usaban una sola emisora para datos y voz. La emisora tenía un botón de solicitud para hablar que, cuando se reconocía, permitía la comunicación de voz al centro de despacho.
Cada emisora funciona en una sola banda de frecuencias. Si una compañía de remolque tenía una frecuencia en la misma banda que su autoclub, se podría emplear una sola emisora con escaneo para ambos sistemas. Como una emisora móvil normalmente funciona en una sola banda de frecuencia, pueden requerirse múltiples emisoras en los casos en que las comunicaciones tienen lugar en sistemas en más de una banda de frecuencia.

## Walkie-talkie modificados en lugar de emisoras móviles
Pensados como un ahorro de costos, algunos sistemas emplean cargadores de vehículos en lugar de una emisora móvil. Cada usuario de emisora recibe un walkie talkie . Cada vehículo está equipado con una consola de sistema de carga. El walkie talkie insertado en un cargador de vehículo o convertidor mientras el usuario está en el vehículo. El cargador o convertidor 1) conecta el walkie talkie a la antena de emisora bidireccional del vehículo, 2) conecta un altavoz amplificado, 3) conecta un micrófono móvil, y 4) carga la batería del walkie talkie.  El punto débil de estos sistemas ha sido la tecnología de conectores que ha demostrado ser poco fiable en algunas instalaciones. El rendimiento del receptor es un problema en la señal de emisora congestionada y las áreas urbanas. Estas instalaciones a veces se conocen como sistemas de sacudida y ejecución .